# Coccomyces cembrae
Coccomyces cembrae är en svampart som beskrevs av Rehm 1885. Coccomyces cembrae ingår i släktet Coccomyces och familjen Rhytismataceae.   Inga underarter finns listade i Catalogue of Life.